# Publications of the Field Columbian Museum, Botanical Series
Publications of the Field Columbian Museum, Botanical Series (abreviado Publ. Field Columb. Mus., Bot. Ser.) fue una revista con descripciones botánicas que fue editada por el Museo Field de Historia Natural en los Estados Unidos. Fue publicada desde 1895 hasta 1909. Fue reemplazada por Publications of the Field Museum of Natural History.